# OBÓ2 TA
OBÓ2 TA – drugi album studyjny polskiej grupy muzycznej Obóz TA. Wydawnictwo ukazało się 17 czerwca 2004 roku nakładem wytwórni muzycznej Fonografika. Gościnnie na płycie wystąpili Dedote i Oxy.
Nagrania zostały wyprodukowane przez Spinache, Reda, N.O/Respekt, Dimo, Miko i Absolwenta. Natomiast za sratche'y na płycie odpowiedzialny był DJ Cube. Z kolei miksowanie i mastering wykonał Marek Dulewicz. Oprawę graficzną wykonali Michał Arkusiński i Dominik Blok. 

## Lista utworów
Opracowano na podstawie materiału źródłowego.
1. Obóz TA - „Intro” (prod. Spinache) - 1:38
2. Czizz, Red, Spinache - „Kombek” (prod. Red) - 3:36
3. D.S.P.R., Spinache - „Masz ciśnienie?” (prod. N.O/Respekt) - 3:33
4. Spinache, Miko - „No chodź” (prod. Spinache) - 2:53
5. Czizz, Red, Spinache - „Czas nas wyleczy” (prod. Red, saksofon Raqba, gościnnie Dedote) - 5:54
6. Red, Spinache - „Grupiz” (prod. Absolwent, Red) - 3:30
7. P'Am (PolishAmerican) - „Good Shit” (prod. Miko) - 4:39
8. Czizz, Red, Spinache - „S.M.R.C.” (prod. Spinache) - 3:59
9. Red - „Ma Vie” (prod. Red) - 4:57
10. Czizz, Red, Spinache - „Na zawsze” (prod. Red, saksofon Raqba) - 4:06[A]
11. Spinache - „Jak to czuję” (prod. Red) - 3:51
12. Obóz TA - „Miłość do hip-hop'u 2” (prod. Spinache) - 3:55
13. Spinache - „3 XL - epizod 3” (prod. Spinache, gościnnie Dedote, Oxy) - 4:01
14. P'Am (PolishAmerican) - „Hi Note” (prod. Miko) - 3:23
15. Obóz TA - „Partyzanci” (prod. Spinache) - 2:47
16. Red, Spinache - „Kości rzucone 4” (prod. Red) - 3:51
17. Red, Spinache - „Grupiz (Remix)” (prod. Dimo) - 3:23

Notatki
- A^ W utworze wykorzystano sample z piosenki "Outstanding" w wykonaniu The Gap Band[4].